# Arno C. Gaebelein

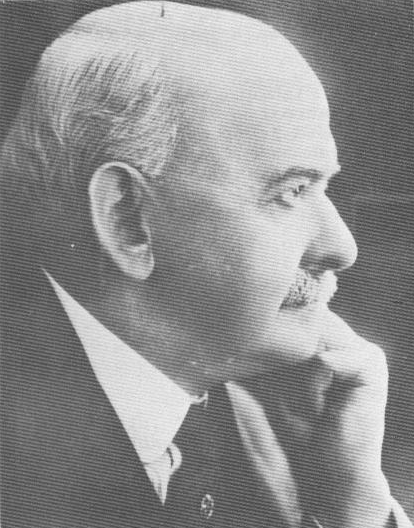
Arno C. Gaebelein.

Arno Clemens Gaebelein (1861 – 1945), foi um ministro evangélico metodista estadounidense. Foi um grande professor de teologia e um destacado conferencista. Era pai do também grande educador e filósofo de educação cristã Frank E. Gaebelein.

Sendo um adepto do dispensacionalismo, desenvolveu e promoveu este movimento durante seus primeiros anos. Dois de seus livros, O Apocalipse: Uma Análise e Exposição do Último livro da Bíblia e Eventos da Atualidade à luz da Bíblia, explanam uma visão dispensacionalista da Escatologia. Exceção entre os dispensacionalistas, Gaebelein não apoiou os cristãos sionistas em sua aliança com a Organização Sionista Mundial. Em um discurso, em 1905, ele declarou:
| “ | O sionismo não é a divina promessa de restauração de Israel. O Sionismo não é o cumprimento do grande número de previsões encontradas nas Escrituras no Velho Testamento que se relacionam com retorno de Israel para a terra. O Sionismo encontra muitos poucos argumentos dentro da Palavra de Deus. É mais um compromisso político e filantrópico. Em vez de comparecerem juntos diante de Deus, clamando pelo Seu nome, confiando que Ele é capaz de realizar o que já prometeu diversas vezes, os mesmos falam sobre a sua riqueza, sua influência, seu Banco colonial, e buscam o favor do Sultão. Este grande movimento demonstra sua incredulidade e autoconfiança a despeito dos eternos propósitos de Deus. | ” |

 

Ele também foi o editor do periódico cristão “Our Hope” durante vários anos e, também, assistente pessoal do renomado teólogo, o Dr.  C.I. Scofield em sua monumental obra "A Bíblia de Estudos Scofield"

## Obras
- Revelation: An Analysis and Exposition of the Last Book of the Bible(1915)
- Current Events in the Light of the Bible(1914)
- The Annotated Bible, a commentary on both the Old and New Testaments.
- The Prophet Daniel (1911)
- The Jewish Question (1912)
- Christ and Glory (1918)
- The Healing Question (1925)
- The Christ We Know (1927)
- The Conflict of the Ages:  The Mystery of Lawlessness: Its Origin, Historic Development and Coming Defeat (1933)